# Schwyzer Voralpen

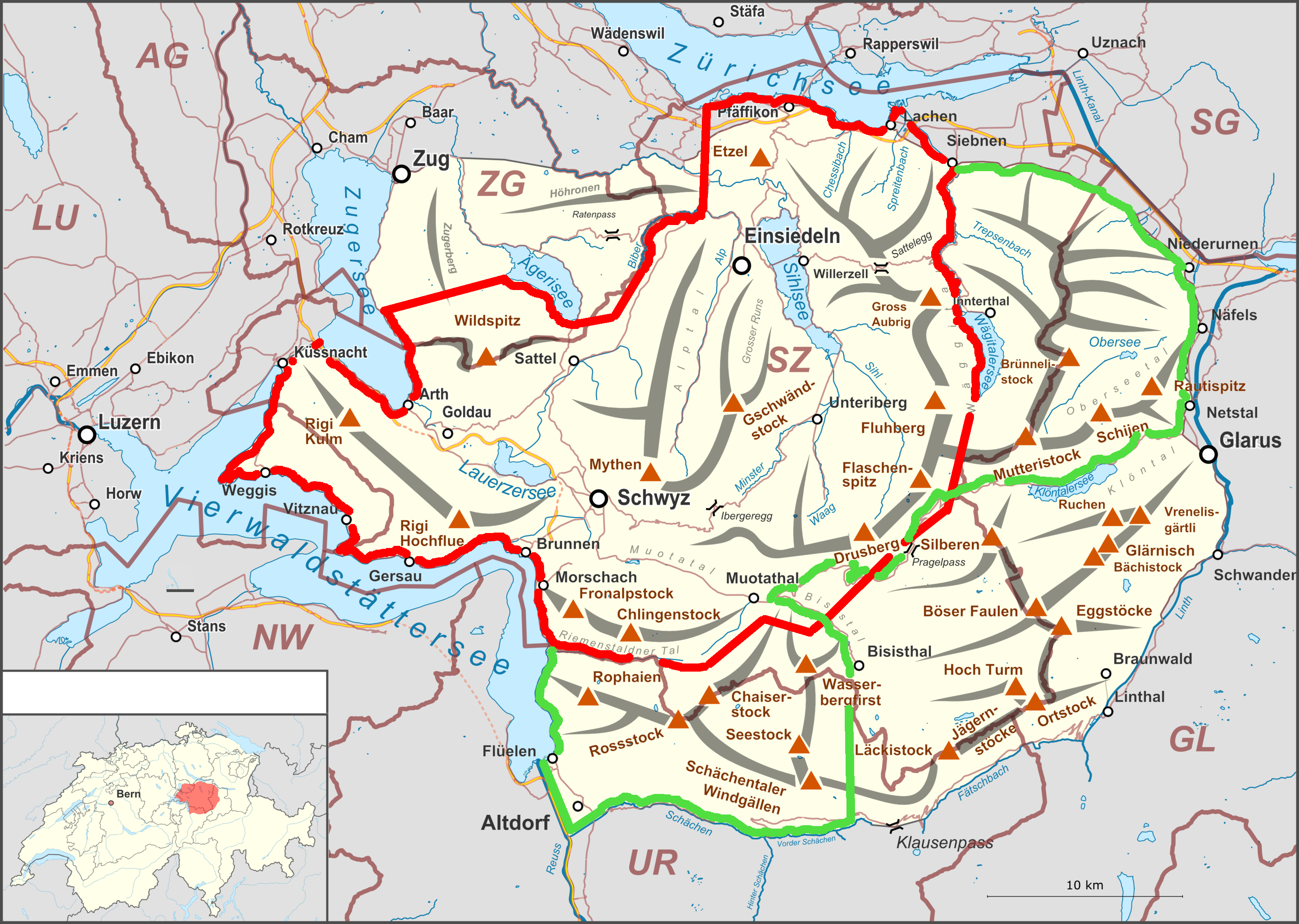
Schwyzer Voralpen nach SAC (rot), «Schwyzer und Urner Voralpen» nach SOIUSA (grün), Schwyzer Alpen nach DAV (ganzer hellgelber Bereich)

Mit Schwyzer Voralpen bezeichnet man den Teil der Zentralschweizer Voralpen im Kanton Schwyz. Nach dem Schweizer Alpen-Club SAC werden sie als Schwyzer Voralpen in einem Alpinführer zusammen mit Unterwaldner Voralpen und den Luzerner Voralpen (Pilatus-Schrattenflue-Kette) geführt. Bekannte Täler der Schwyzer Voralpen sind das Sihltal und das Muotatal; das Wägital begrenzt das Gebiet gegen Osten.

## Gebirgsgruppen
Die Schwyzer Voralpen nach SAC umfassen die folgenden Gebirgsgruppen:
- Gruppe des Rossberg im Nordwesten, grenzend an den Kanton Zug
- Gruppe der Rigi im Westen, grenzend an den Vierwaldstättersee
- Fronalpstock-Kette im Süden, grenzend an den Kanton Uri
- Mythen
- Alptaler Berge
- Nördliche Muotataler Alpen mit dem Druesberg
- Sihltaler Alpen im Quellgebiet der Sihl
- Gruppe um Aubrig und Etzel, zwischen Sihltal und Wägital[1]

## «Schwyzer und Urner Voralpen» nach SOIUSA
Nach SOIUSA bilden die sogenannten «Schwyzer und Urner Voralpen» den Unterabschnitt 14.IV. Der Begriff ist etwas weiter gefasst als derjenige des SAC. Der südliche Teil des SOIUSA-Gebiets liegt im Kanton Uri, der östliche im Kanton Glarus.
Die «Schwyzer und Urner Voralpen» grenzen
- im Nordwesten an das Mittelland
- im Nordosten an die Appenzeller und St. Galler Voralpen, begrenzt durch das Linthal
- im Osten an die Glarner Alpen, getrennt durch Linthal, Klöntal, Pragelpass, Bisistal
- im Süden an die Osturner Alpen, begrenzt durch das Schächental
- im Südwesten an die Urner Alpen, getrennt durch die Reuss
- im Westen an die Luzerner Voralpen, getrennt durch den Vierwaldstättersee.[3]

## Die wichtigsten Gipfel im SOIUSA-Gebiet
Die folgenden Berge befinden sich nach SOIUSA in den «Schwyzer und Urner Voralpen»:
- Schächentaler Windgällen – 2764 m (Kanton Uri; nach SAC: «Urner Alpen»)
- Chaiserstock – 2515 m (auf der Grenze Schwyz/Uri; nach SAC: «Urner Alpen»)
- Rossstock – 2461 m (ebenfalls Schwyz/Uri, «Urner Alpen»)
- Mutteristock – 2295 m (Schwyz/Glarus; nach SAC: «Glarner Alpen»)
- Druesberg im Hoch-Ybrig – 2282 m; nach Definition des SAC der höchste Gipfel in den Schwyzer Voralpen
- Mythen – 1898 m
- Rigi – 1797 m
- Furggelenstock – 1656 m
- Rossberg – 1580 m

Durch die östliche Begrenzung im Bisistal werden die höchsten Berge im Kanton Schwyz nach SOIUSA zu den Glarner Alpen gezählt:
- Bös Fulen (Schwyz/Glarus) – 2801 m
- Grisset (Guet Fulen) – 2723 m
- Ortstock (Schwyz/Glarus) – 2716 m
- Höch Turm – 2666 m[4]